# Nemotarsus elegans
Nemotarsus elegans är en skalbaggsart som beskrevs av Leconte. Nemotarsus elegans ingår i släktet Nemotarsus och familjen jordlöpare. Inga underarter finns listade i Catalogue of Life.